# Общество Ильи Чавчавадзе
Общество Ильи Чавчавадзе (груз. ილია ჭავჭავაძის საზოგადოება) — политическая организация из Грузии. Группа восходит к временам Советского Союза, где она была важным фактором роста грузинского национализма.

## Становление и развитие
Названная в честь национального героя Грузии Ильи Чавчавадзе, группа была создана в октябре 1987 года после серии амнистий для диссидентов в апреле этого года в рамках схемы Гласности. Первоначально группа состояла из интеллектуалов и включала представителей различных политических взглядов, единственным общим фактором которых была их оппозиция Советскому Союзу. Это была подпольная интеллектуальная группа, а не популярное движение. Она выступала за передачу власти в Советском Союзе существующим республикам и преобразование в федерацию, при которой экономическая и политическая власть в основном передана пятнадцати республикам. Она сотрудничала с группами единомышленников в Армении и Народным рухом Украины, а в 1989 году принимала участие в Международном комитете защиты политических заключенных в Ереване.
Общество было ослаблено в 1988 году, когда радикальные члены под руководством Георгия Чантурии, которые хотели независимой антироссийской Грузии-члена НАТО, раскололись и сформировали Национально-демократическую партию. Вторая группа, Общество Святого Ильи Праведника, также раскололась, выступая против умеренного подхода Общества Ильи Чавчавадзе, которое на тот момент выступало за возрождение грузинской культуры, но оставалось неоднозначным в отношении независимости. Эту последнюю группу возглавил Звиад Гамсахурдия, чья популистская демагогическая риторика вскоре привела к всплеску его популярности. Эти радикальные группы были главной движущей силой массовых демонстраций за независимость, вспыхнувших в начале 1989 года, что ослабляло шансы Общества на получение какой-либо массовой поддержки.
В преддверии начала грузино-осетинского конфликта в 1989 году Общество стремилось минимизировать напряжённость и даже выпустило совместное заявление с Юго-Осетинским Народным Фронтом («Адемон Ныхас»), в котором поддержала автономию Южной Осетии с целью увести обе стороны от экстремизма. Инициатива успеха не имела. Группа также была вовлечена в грузино-абхазский конфликт 1 апреля 1989 года, когда автобус, перевозивший членов Общества, был атакован абхазскими повстанцами, в результате чего десять человек получили ранения. Фактически Общество уже создало местное отделение в Абхазии годом ранее.

## Политическая партия
Организуясь как политическая партия, они участвовали во всеобщих выборах 1990 года в составе «Блока Демократической Грузии» вместе с Республиканской партией Грузии и другими меньшими группами, включая Союз Свободные демократы, Общество Иване Джавахишвили, Общество Арчила Джорджадзе, Демократический народный фронт и Грузинское демографическое общество. Альянс занял четыре места из 125. Партия участвовала в парламентских выборах 1992 года как независимая единица и получили семь мандатов в парламенте. До этих выборов были предприняты попытки сформировать коалицию с другими группами, но из-за личных столкновений эти инициативы провалились.
В середине 1990-х Общество стало ассоциироваться с противниками предложенных реформ Конституции, изложенных Эдуардом Шеварднадзе, в результате чего они стали ближе к группам, которые раньше считались правыми, такими как Партия национальной независимости Грузии, Общество Мераба Коставы, Аграрная партия и Консервативно-монархическая партия.
Партия участвовала в выборах 1995 года, но, набрала 0,73% голосов, что было недостаточно для достижения парламентского представительства. Они также участвовали в президентских выборах того же года, где их кандидат Акакий Бакрадзе занял третье место с 1,5% голосов, что доказало убедительную победу Шеварднадзе.

## Последующие действия
Присоединившись к жесткой националистической группе, Общество пострадало в середине 1990-х годов как часть более широкой дерадикализации грузинской политики, которая привела к попыткам наладить более нормальные отношения с Россией после войны в Абхазии, а также желание наладить ещё более тесные связи с европейскими институтами в качестве альтернативы националистической изоляции.
В преддверии президентских выборов 2000 года они стали ассоциироваться с Центром свободы и независимости Грузии, группой, которая выступала за бойкот выборов под руководством лидера Партии национальной независимости Ираклия Церетели. Центр свободы и иезависимости был альянсом 25 оппозиционных партий, 14 из которых, в том числе Общество Ильи Чавчавадзе, Лейбористская партия Грузии, Объединённая республиканская партия и Зеленые, поддержали бойкот выборов, поскольку они утверждали, что досрочное голосование было неконституционным.
Общество не участвовало в выборах с 1995 года, хотя оно существует в Тбилиси и нерегулярно присутствует в социальных сетях.